# 薩格布里奇 (伊利諾伊州)
薩格布里奇（英語：Sag Bridge）是位於美國伊利諾伊州庫克縣的一個非建制地區。該地的面積和人口皆未知。

## 地理
薩格布里奇的座標為41°41′18″N 87°55′59″W / 41.68833°N 87.93306°W，而該地的平均海拔高度為190米（即623英尺）。